# Обсерватория Кек
Обсерваторията „У. М. Кек“ (на английски: W.M. Keck Observatory) е съоръжение, разположено на връх Мауна Кеа в Хавай, на височина от 4145 метра. Местоположението ѝ осигурява по-тънък пласт въздух, както и отдалеченост от всякакви градски светлини и други. Голямата надморска височина позволява наблюдения в инфрачервения спектър, които биха били невъзможни в по-ниските и по-влажни слоеве на земната атмосфера.
Обсерваторията е оборудвана с два рефлекторни телескопа (Кек 1 и Кек 2), чиито огледала са по 10 метра в диаметър. Технологията на тяхната изработка позволява да работят както отделно, така и заедно (формирайки астронимически интерферометър), постигайки по-добра резолюция на образите от космоса. Всеки един от тях е разположен на алт-азимутална монтировка (осигуряваща най-голяма здравина и издръжливост), позволяваща движението им по азимут и височина. Разстоянието между тях е 85 метра, а общата тежест на всеки от тях – около 300 тона. Това са най-големите телескопи в света.
Обсерватория Кек е построена благодарение на частни дарения надхвърлящи 140 млн. долара. Средствата са осигурени от Фондация W.M. Keck, чието име носи. Обсерваторията се управлява от Калифорнийската асоциация за астрономически изследвания – организация с идеална цел.
Кек 1 започва наблюдения през май 1993 година. По време на стартирането на Кек 2, през октомври 1996 година, НАСА също се включва в проекта като партньор.